# Tia Hellebaut
Tia Hellebaut (* 16. Februar 1978 in Antwerpen) ist eine ehemalige belgische Hochspringerin und Mehrkämpferin. Sie war 2006 Europameisterin und 2008 Olympiasiegerin im Hochsprung.

## Leben
Hellebaut war Siebenkämpferin, bevor sie sich auf ihre beste Einzeldisziplin, den Hochsprung, spezialisierte. Sie hielt bis zum 19. Juli 2013 den belgischen Siebenkampfrekord mit 6201 Punkten. Bei den Olympischen Spielen 2004 wurde sie Zwölfte im Hochsprung und bei den Weltmeisterschaften 2005 erreichte sie den sechsten Platz. Bei den Europameisterschaften 2006 in Göteborg gewann sie sensationell Gold mit einer übersprungenen Höhe von 2,03 m. Damit verbesserte sie auch den belgischen Hochsprungrekord. Auch bei den Halleneuropameisterschaften 2007 gewann sie den Hochsprungwettbewerb. Mit 2,05 m stellte sie einen neuen belgischen Hallenrekord auf.
Bei den Hallenweltmeisterschaften 2008 startete Hellebaut wieder im Mehrkampf und wurde Weltmeisterin im Fünfkampf. Bei den Olympischen Spielen 2008 in Peking gewann Hellebaut überraschend die Goldmedaille, indem sie die 2,05 m im ersten Versuch übersprang. Die Favoritin Blanka Vlašić scheiterte dagegen einmal bei dieser Höhe, sodass sie nach drei nicht geglückten Sprüngen über 2,07 m nur die Silbermedaille gewann.
Ende 2008 gab Tia Hellebaut das Ende ihrer Karriere als Leistungssportlerin bekannt und nannte als hauptsächliche Begründung ihre Schwangerschaft. Im Juni 2009 wurde sie Mutter einer Tochter. Überraschend kündigte sie im Februar 2010 ihre Rückkehr in den Leistungssport an, allerdings ausschließlich als Hochspringerin und nicht im Mehrkampf. Bei den Europameisterschaften 2010 in Barcelona belegte sie Platz fünf mit einer übersprungenen Höhe von 1,97 m.
2011 wurde Hellebaut zum zweiten Mal Mutter. Auch diesmal kehrte sie zum Sport zurück. Bei den Hallenweltmeisterschaften 2012 wurde sie Fünfte. Auch bei den Olympischen Spielen in London, bei denen sie bei der Eröffnungsfeier Fahnenträgerin der belgischen Mannschaft war, erreichte sie den fünften Platz. Nach den Halleneuropameisterschaften 2013, wo sie Achte wurde, beendete Hellebaut ihre Sportlaufbahn.
Tia Hellebaut ist stark kurzsichtig und verträgt keine Kontaktlinsen. Aufgrund einer Augenentzündung trug sie deshalb seit 2005 auch beim Sport eine Brille, die zu ihrem Markenzeichen wurde. 2007 warb sie für die Produkte eines belgischen Optikherstellers. Bei einer Körpergröße von 1,82 m betrug ihr Wettkampfgewicht 62 kg.